# Protestos no Djibuti em 2011
Os protestos no Djibuti em 2011 são uma série de manifestações e tumultos generalizados que ocorreram entre janeiro e março de 2011 no Djibuti. A principal reivindicação dos manifestantes era a renúncia do presidente Ismail Omar Guelleh. Desde o primeiro protesto haviam participado cerca de 30.000 pessoas. Os protestos mostraram uma clara influência dos protestos simultâneos da Primavera Árabe no Norte da África e na Península Arábica. As manifestações terminaram após prisões em massa e a restrição de observadores internacionais.

## Antecedentes

### Contexto político
A influência das revoluções bem sucedidas no Egito e na Tunísia parecem ter afetado fortemente as manifestações, cuja demanda central é a renúncia do presidente do Djibuti, Ismail Omar Guelleh, que está no cargo desde 1999, mas seu governo está no poder há 34 anos. A oposição acusa Guelleh de tentar buscar um terceiro mandato inconstitucional. E, em 2010, o governo alterou a Constituição para permitir que Guelleh pudesse ter um terceiro mandato, os adversários apontam que estas alterações foram aprovadas por um parlamento que tem apenas membros do governo. Tudo isso, mostrou ser impopular com a população djibutiana.

### Contexto econômico
A economia do país gira em torno de bases militares em seu território (uma da França e outra dos Estados Unidos) e do comércio com a Etiópia. Nos últimos anos, apesar de apresentar um aumento do crescimento econômico, a situação social da maioria da população não melhorou. No final de 2010, houve alta inflação de alimentos e serviços, particularmente elétrico.

## Incidentes e repressão
Embora as autoridades reprimiram a primeira grande mobilização de 18 de fevereiro utilizando gás lacrimogêneo, não houve grandes incidentes. No dia seguinte, no entanto, houve confrontos entre a polícia e manifestantes em Balbala, um subúrbio da capital. Um manifestante e um policial foram mortos nos incidentes.